# Domnom-lès-Dieuze
Domnom-lès-Dieuze é uma comuna francesa na região administrativa de Grande Leste, no departamento de Moselle. Estende-se por uma área de 6,63 km². Em 2010 a comuna tinha 80 habitantes (densidade: 12,1 hab./km²).